# 발미키
발미키 (/vɑːlˈmiːki/; 산스크리트어: वाल्मीकि Vālmīki, sa)는 서사시 라마야나의 전통적인 저자로 기념되는 전설적인 시인으로, 이는 본문 자체의 귀속에 기반한다. 그는 최초의 서사시인 라마야나의 저자인 아디 카비(최초의 시인)로 숭배받는다.
발미키가 원래 쓴 라마야나는 24,000개의 슐로카와 7개의 칸토(칸다)로 구성되어 있다. 라마야나는 약 480,002단어로 구성되어 있으며, 이는 마하바라타 전체 길이의 4분의 1 또는 일리아스 길이의 약 4배에 달한다. 라마야나는 코살라의 도시 아요디아의 왕자 라마의 아내 시타가 랑카의 악마 왕(라크샤사)인 라바나에게 납치되는 이야기를 담고 있다. 학자들은 이 텍스트의 초기 단계를 기원전 8세기에서 4세기 사이로 추정하며, 후기 단계는 기원후 3세기까지 이어진다고 본다. 그러나 원작의 정확한 작곡 날짜는 알려져 있지 않다. 많은 전통적인 서사시와 마찬가지로, 이 작품 또한 삽입과 수정 과정을 거쳐 정확한 연대를 파악하기 어렵다.
영국의 풍자가 오브리 메넨은 발미키가 "문학적 천재로 인정받았다"며, 따라서 "무법자"로 간주되었다고 말한다. 이는 아마도 그가 "철학적 회의주의"를 가졌기 때문일 것이며, 이는 "인도 계몽주의" 시대의 일부였다. 발미키는 또한 라마의 동시대 인물로 인용되기도 한다. 메넨은 발미키가 "역사상 자신의 작품에 자신을 등장시킨 최초의 작가"라고 주장한다.

## 초기 생애

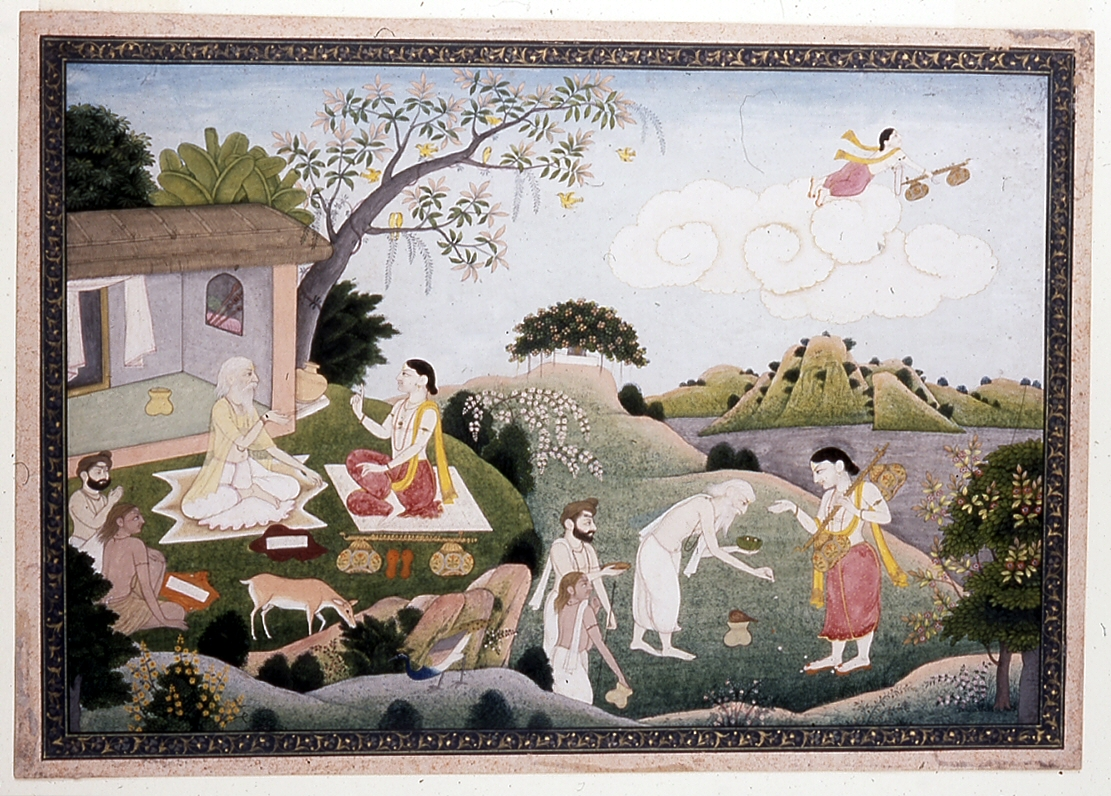
백발의 발미키 은둔처를 방문한 젊은 현자 나라다

경전에 따르면 발미키는 신화적인 기원을 가지고 있는데, 바루나의 씨앗이 개미 언덕에 떨어져 "발미키"라는 이름을 얻게 된 바루나 신의 열 번째 아들이라고 한다. 젊은 시절, 발미키는 위대한 현자 나라다를 만나 자신의 의무에 대해 이야기했다. 나라다의 말에 감동한 발미키는 참회를 시작하고 "죽다"라는 의미의 "마라"라는 단어를 외쳤다. 그가 수년 동안 참회를 하자 그 단어는 비슈누 신의 이름인 "라마"가 되었다.
발미키가 리시가 되기 전에 도둑이었다는 전설도 존재한다. 스칸다 푸라나의 나가라 칸다(Mukhara Tirtha의 창조에 관한 부분)에는 발미키가 브라만으로 태어났으며, 로하장하라는 이름을 가지고 부모에게 헌신적인 아들이었다고 언급되어 있다. 그는 아름다운 아내를 가졌으며 둘 다 서로에게 충실했다. 한 번은 아나르타 지역에 12년 동안 비가 오지 않자, 로하장하는 배고픈 가족을 위해 숲에서 사람들을 강탈하기 시작했다. 이 생활 중에 그는 일곱 현자 또는 사프타리시를 만났고 그들을 강탈하려고 했다. 그러나 현명한 현자들은 그를 불쌍히 여겨 그의 행동의 어리석음을 보여주었다. 그들 중 한 명인 풀라하는 그에게 명상할 만트라를 주었고, 브라만이었던 도둑은 그 암송에 너무 몰두하여 몸 주위에 개미 언덕이 생겼다. 현자들이 돌아와 개미 언덕에서 만트라 소리가 들리는 것을 듣고 그들은 그를 축복하며 말했다. "당신이 발미카(개미 언덕) 안에 앉아 위대한 싯디를 달성했으니, 당신은 세상에 발미키로 잘 알려지게 될 것이다."

## 첫 번째 슐로카

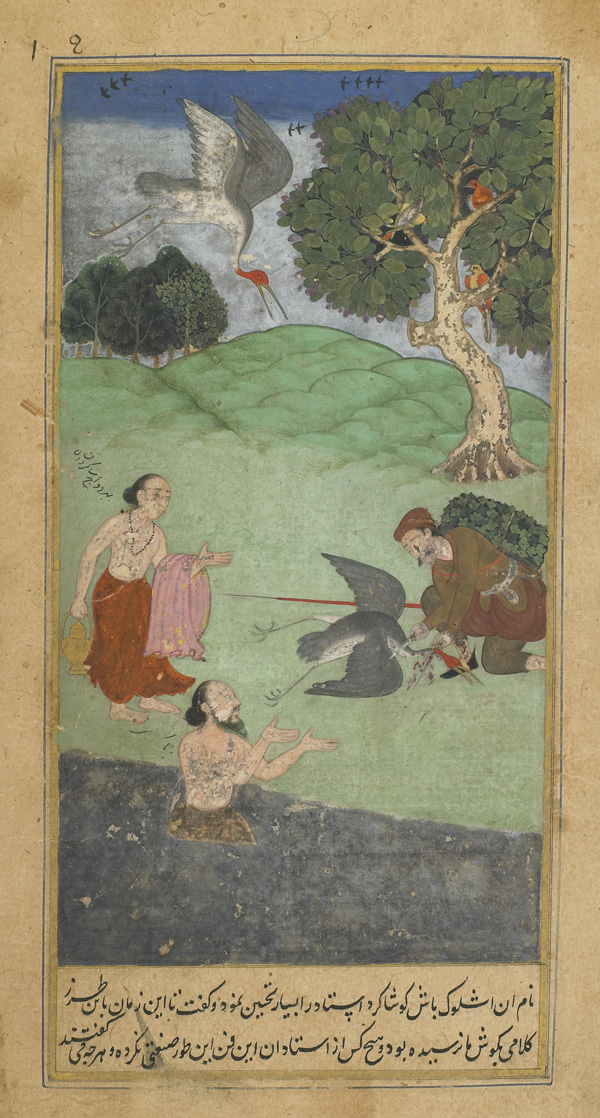
새 사냥꾼이 새를 죽이고 그 짝의 울음소리가 발미키에게 라마야나를 작곡할 척도를 준다

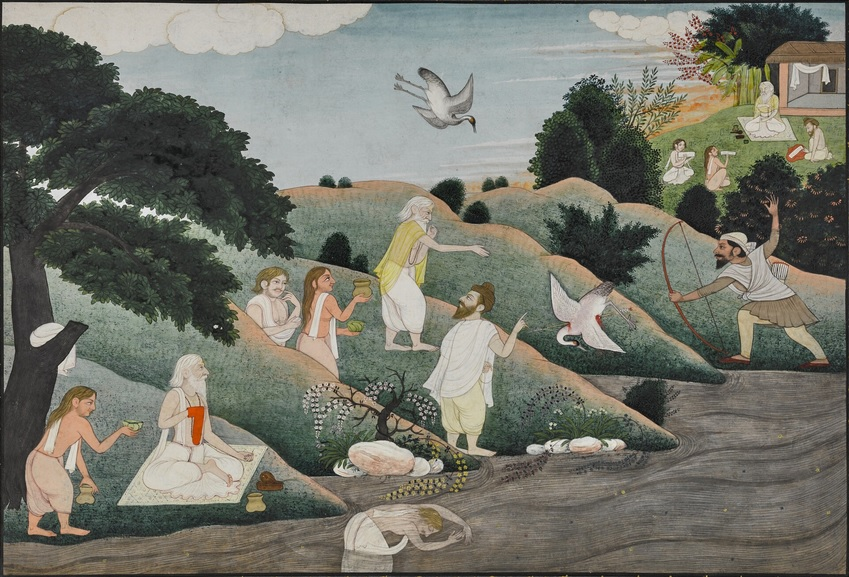
발미키와 사루스 두루미의 죽음

발미키는 매일 목욕을 위해 갠지스강으로 가고 있었다. 바라드바자라는 제자가 그의 옷을 들고 있었다. 가는 길에 그들은 타마사 개울을 만났다. 개울을 바라보며 발미키는 제자에게 말했다. "보아라, 이 물이 얼마나 맑은지, 마치 선한 사람의 마음과 같구나! 오늘 나는 여기서 목욕하리라." 개울로 들어갈 적당한 장소를 찾던 그는 짝짓기하는 두루미 한 쌍을 보았다. 발미키는 행복한 새들을 보고 매우 기뻐했다. 갑자기 화살에 맞아 수컷 새는 그 자리에서 죽었다. 슬픔에 잠긴 암컷은 고통스럽게 울부짖다가 충격으로 죽었다. 발미키의 마음은 이 가련한 광경에 녹아내렸다. 그는 누가 새를 쏘았는지 주위를 둘러보았다. 그는 근처에 활과 화살을 든 사냥꾼을 보았다. 발미키는 매우 화가 났다. 그의 입술이 열리고 그는 외쳤다.
마 니샤다 프라티슈탐 트바마가마흐 샤슈바티흐 사마흐.

야트크라우찬미트후나데카마바디흐 카마모히탐॥'

mā niṣāda pratiṣṭhā tvamagamaḥ śāśvatīḥ samāḥ

yat krauñcamithunādekam avadhīḥ kāmamohitam

당신은 영원히 안식을 찾지 못할 것이니

사랑에 빠지고 의심하지 않는 새를 죽였기 때문이라

발미키의 분노와 슬픔에서 자발적으로 터져 나온 이 두 구절은 산스크리트 문학의 첫 번째 슐로카로 여겨진다. 발미키는 나중에 같은 운율로 전체 라마야나를 작곡했다. 발미키는 아디 카비(최초의 시인)로 숭배받으며, 라마야나는 최초의 카비아(시)로 숭배받는다.

## 라마야나에서의 역할

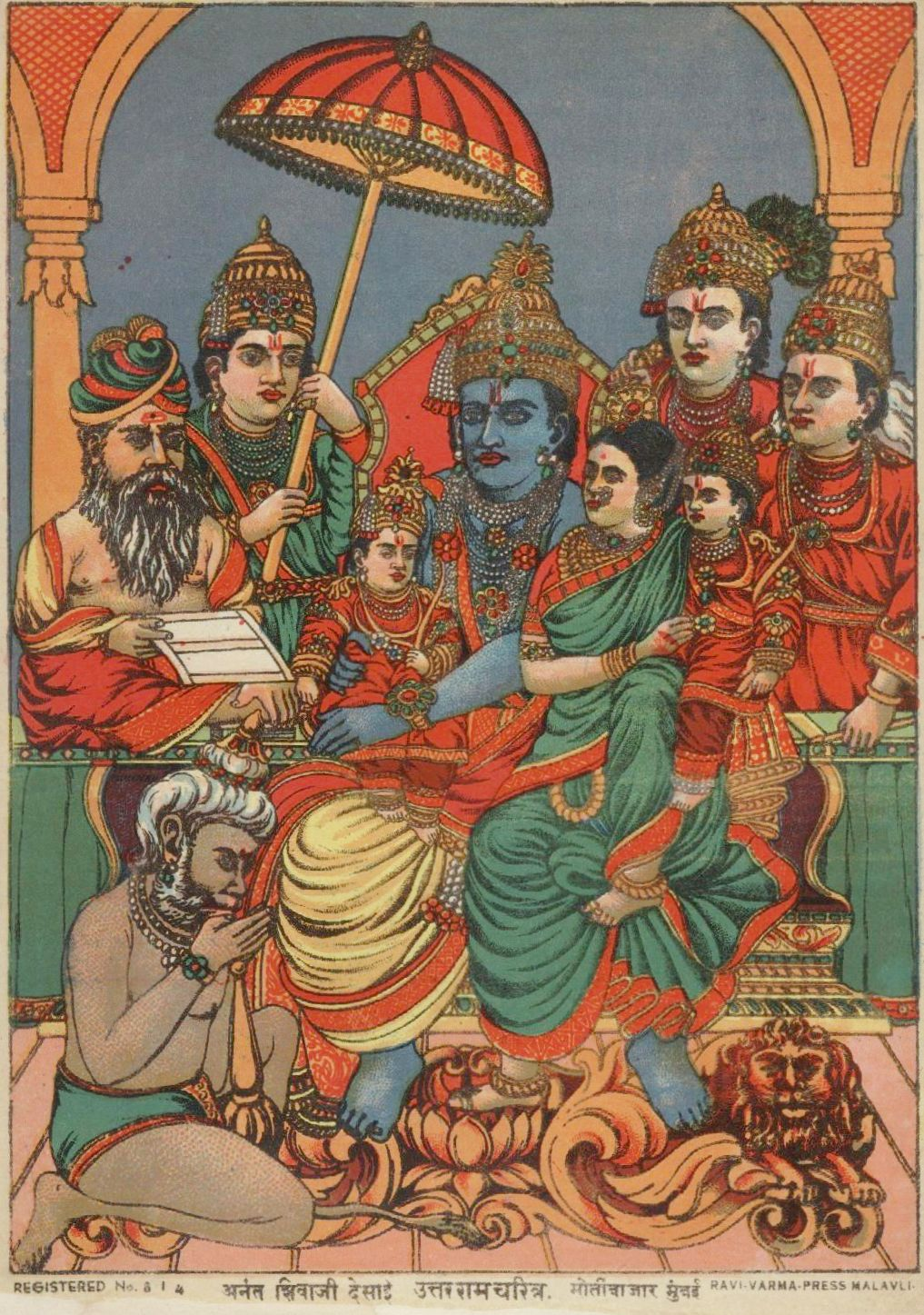
왕좌에 앉은 라마와 시타, 무릎에 앉은 자녀 라바와 쿠샤. 왕좌 뒤에는 락슈마나, 바라타, 샤트루그나가 서 있다. 하누만은 왕좌 앞에서 라마에게 절한다. 왼쪽에 발미키.

발미키는 서사시 라마야나의 마지막 장인 웃타라칸다에서 중요한 역할을 했다. 웃타라칸다는 원래 발미키의 작품이 아닐 수도 있다. 예를 들어, 학자 로버트와 샐리 골드만은 다음과 같이 지적했다: "서사의 대부분은 라마 이외의 인물에 초점을 맞추고 있으며, 발미키에 의해 간접적으로만 서술되고, 아가스티야와 같은 다른 인물들의 입을 통해 전달된다." 이것은 세샤 라마야나에서 가져온 것으로 여겨진다. 전설에 따르면 라마는 시타를 숲으로 보냈다. 시타는 현자 발미키의 아쉬람에서 피난처를 찾고, 그곳에서 쌍둥이 아들 라바와 쿠샤를 낳는다. 라바와 쿠샤는 발미키의 첫 제자들이었고, 그는 그들에게 라마야나를 가르쳤다. 발라 칸다는 또한 발미키가 라마야나를 라바와 쿠샤에게 이야기하고, 그들이 그의 제자가 되는 이야기를 들려준다.

## 마하바라타에서의 역할
발미키는 마하바라타 시대에 살아 있었으며, 전쟁 후 유디슈티라를 방문한 많은 현자 중 한 명이었다. 그는 유디슈티라에게 시바 숭배의 이점을 설명했다. 옛날에 일부 호마 불을 가진 수행자들이 발미키를 브라만 살해죄로 저주했다. 저주가 내려지자마자 죄가 그를 사로잡았다. 그래서 그는 시바에게 기도했고 모든 죄에서 벗어났다. 발미키는 유디슈티라에게 자신처럼 시바에게 기도해야 한다고 말했다. 

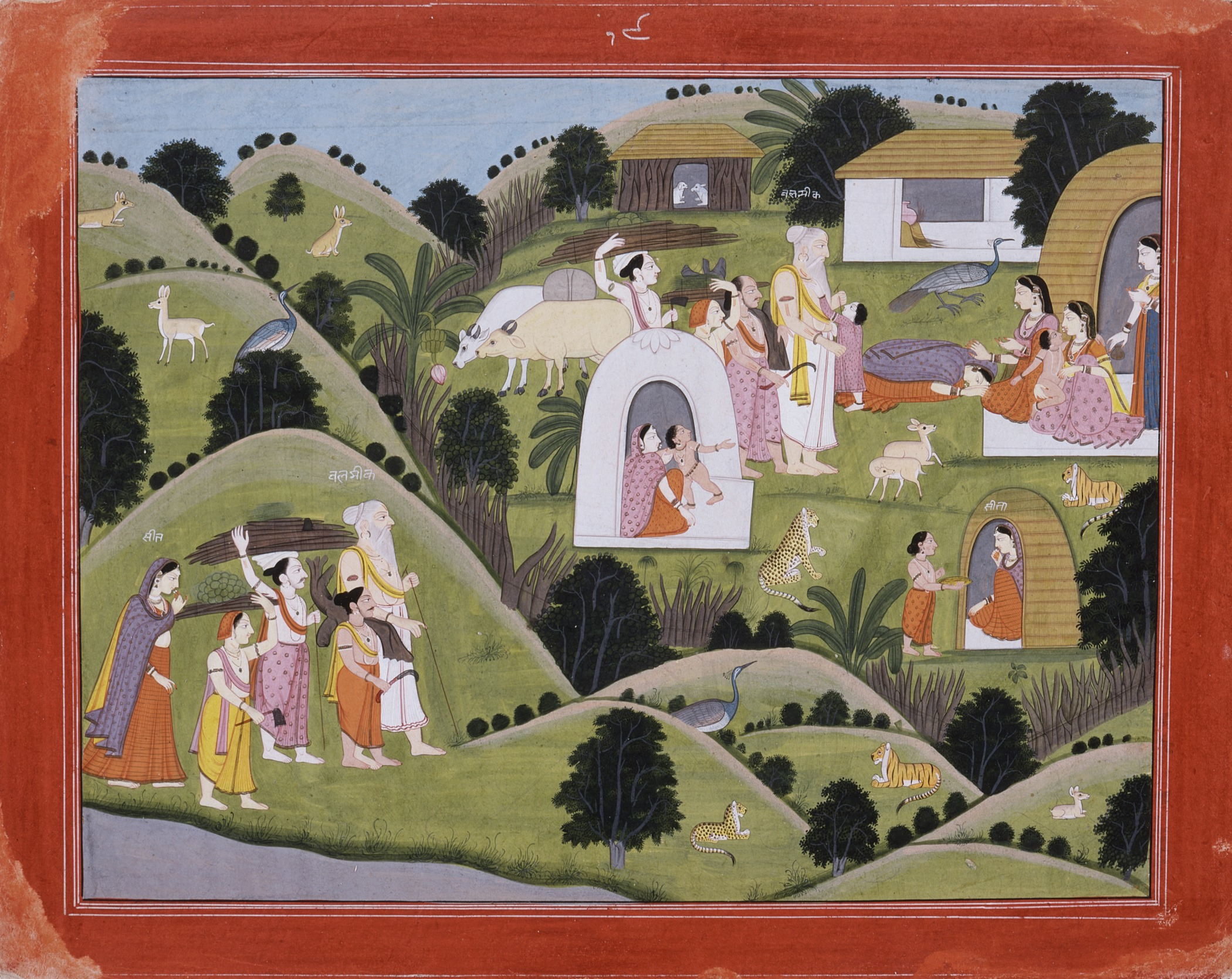
발미키 은둔처의 시타

## 환생
비슈누다르모타라 푸라나에 따르면, 발미키는 트레타 유가에 브라흐마의 한 형태로 태어나 라마야나를 지었으며, 지식을 얻고자 하는 사람들은 발미키를 숭배해야 한다고 한다. 그는 나중에 툴시다스로 환생하여 라마야나의 아와디어-힌디어 버전인 람차리트마나스를 지었다.

## 프라가트 디와스

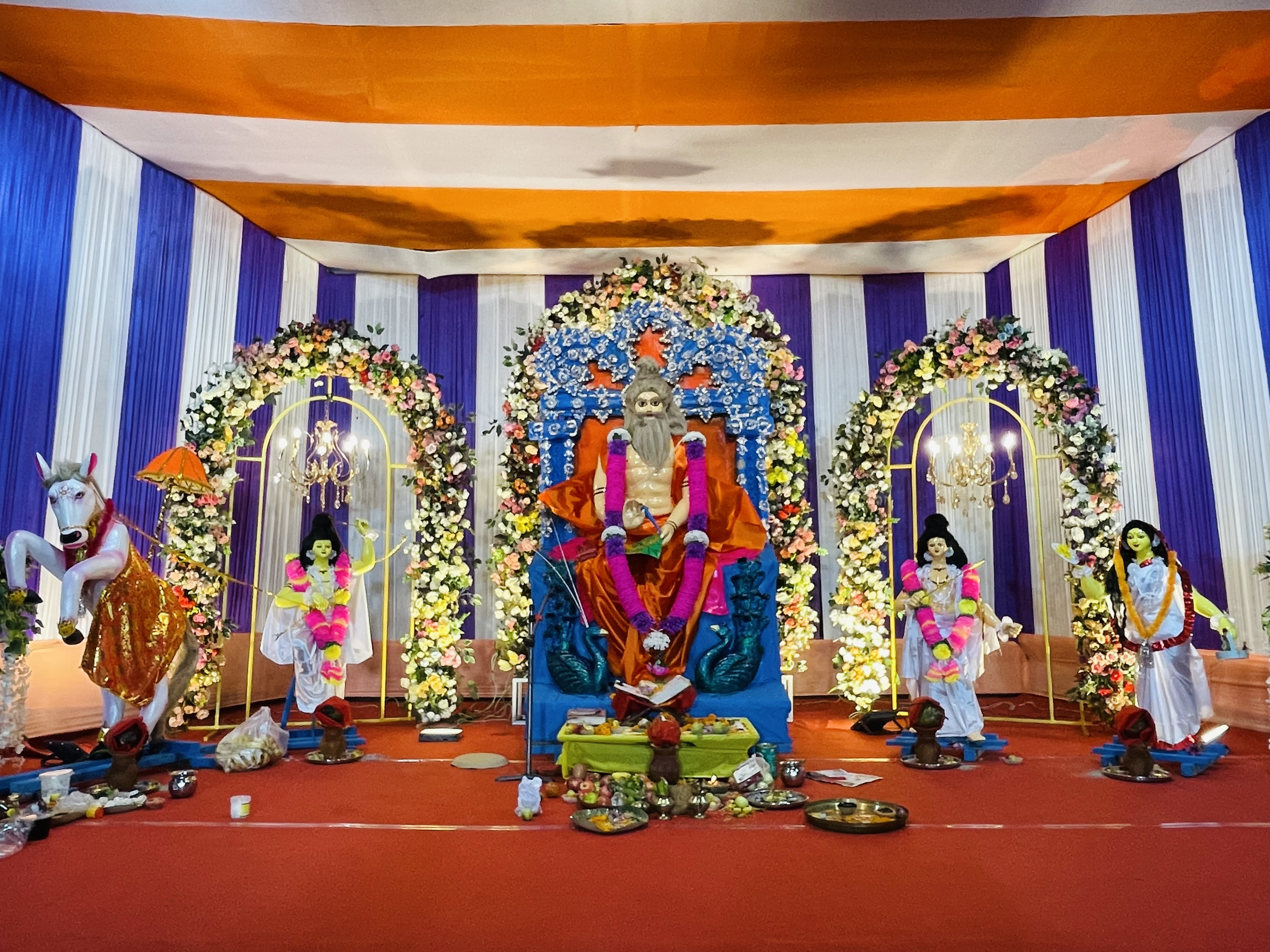
중앙에 현자 발미키상, 발미키 양쪽에 라바와 쿠샤, 왼쪽 구석에 라마의 아슈바메다 야즈나의 말, 오른쪽 구석에 시타, 둘리아잔 비후탈리에서 열린 발미키 자얀티 축하 행사.

힌두 달력의 아슈빈 월의 보름달 날은 시인의 탄생 기념일로 기념된다. 이 날은 또한 파르가트 디와스 또는 발미키 자얀티로 알려져 있으며, 힌두교의 발미키 종파 추종자들의 주요 축제이다.

## 사원
힌두교의 발미키파는 발미키를 숭배하며, 그는 랄 베그 또는 발라 샤로도 알려져 있으며, 수많은 그에게 헌정된 만디르(사원)을 가지고 있는 수호성인으로 여겨진다.
타밀나두주의 싯다르 전통에서 발미키는 반미가르로 알려져 있으며, 옛날의 18명의 존경받는 싯다르 중 한 명으로 숭배받는다. 나가파티남의 에투쿠디 무루간 사원은 그의 지바 삼매가 있는 곳이다.
첸나이의 티루반미유르 지역은 현자 발미키의 이름, 즉 티루-발미키-오르에서 유래한 것으로 믿어진다. 이 지역에는 1300년 된 것으로 추정되는 발미키 사원이 있다.
슈리 발미키 마타 마하 삼스타나는 카르나타카주 라자나할리에 있는 발미키 헌정 사원이다.
발미키의 원래 아슈람으로 여겨지는 발미키 아슈람은 치트완구 네팔에 위치해 있다. 이 장소는 트리베니 담 순례지 근처에 있다.

## 대중문화에서
시인의 삶을 다룬 여러 인도 영화가 제작되었는데, G. V. 산의 발미키(1921)를 시작으로 수렌드라 나라얀 로이의 라트나카르(1921), 엘리스 둥안의 발미키(1946), 발지 펜드하르카르의 발미키(1946), 순다라오 나드카르니의 발미키(1946), C.S.R. 라오의 발미키(주연 라지쿠마르 1963)와 발미키(주연 N. T. 라마 라오; 1963), 그리고 아르빈드 바트의 산트 발미키(1991)가 있다.
바트의 영화는 주연을 맡은 수레시 오베로이가 인도 발미키 카스트 구성원들에게 불쾌하다고 여겨지는 발언으로 고소당한 후 미개봉 상태로 남아 있다.

## 같이 보기
- 발미키 삼히타
- 발미키 카스트
- 마이틸리 마하 우파니샤드
- 추흐라
- 비야사
- 발미케슈와르 나트 마하데브 만디르

### 설명주
1. ↑  발미키는 또한 숭배자들에게 발미키, 랄 베그, 발라 샤로도 알려져 있다.[3][4]

1. ↑  "마라"를 여러 번 반복하면 -maramaramaramaramaramaramara-가 되는데, 이는 -라마라마라마라마라마라마라마-로 읽히고 발음될 수도 있다.

### 참조주
1. ↑  Srinivasha Shastri. 《Ramayana of Valmiki-With Three Ancient Commentaries-: Tilaka of Rama, Ramayanasiromani of Sivasahaya and Bhusana of Govindaraja》. 9쪽.
2. ↑  "Valmiki" 보관됨 5 3월 2016 - 웨이백 머신. Random House Webster's Unabridged Dictionary.
3. 1 2 3  《Encyclopaedia of Scheduled Castes and Scheduled Tribes》 (영어). Institute for Sustainable Development. 2000. 479쪽. ISBN 978-81-261-0655-4.
4. ↑  O'Brien, John (2006). 《The Construction of Pakistani Christian Identity》 (영어). Research Society of Pakistan. 125쪽. ISBN 978-969-425-096-0.
5. ↑  Valmiki, Robert P. Goldman (1990). 《The Ramayana of Valmiki: An Epic of Ancient India》 1. Princeton University Press. 14–15쪽. ISBN 0-691-01485-X.
6. ↑  “Valmiki Ramayan”. 《valmikiramayan.net》. Desiraju Hanumanta Rao & K. M. K. Murthy. 2020년 9월 13일에 원본 문서에서 보존된 문서. 2020년 5월 11일에 확인함.
7. ↑  Goldman 1984, 20–22쪽.
8. ↑  Pattanaik, Devdutt (2020년 8월 8일). “Was Ram born in Ayodhya”. 《mumbaimirror》. 2020년 8월 14일에 원본 문서에서 보존된 문서. 2020년 8월 8일에 확인함.
9. ↑  J. L. Brockington (1998). 《The Sanskrit Epics》. BRILL. 379–쪽. ISBN 90-04-10260-4.
10. ↑  Menen, Aubrey (1954). "Introduction", The Ramayana, p.4. Charles Scribner's Sons: New York. 틀:Pre-ISBN. 틀:LCCN.
11. ↑  Menen (1954). "The Indian Enlightenment", p.9.
12. ↑  Menen (1954). "The Heritage of the Gluttons", p.81.
13. ↑  Puranic Encyclopedia: a comprehensive dictionary with special reference to the epic and Puranic literature, Vettam Mani, Motilal Banarsidass, Delhi, 1975, p. 822.
14. ↑  “The Skanda Purana, Nagara Khanda, Chapter 124, Creation of Mukhara Tirtha”. 2021년 3월 15일에 원본 문서에서 보존된 문서. 2020년 5월 8일에 확인함.
15. ↑  《The Skanda Purana, Part 17, (Ancient Indian Tradition and Mythology Series, Vol. LXV)》. Motilal Banarsidass Publishers Pvt. Ltd. 2002. 506쪽. 2020년 10월 30일에 원본 문서에서 보존된 문서. 2020년 5월 8일에 확인함.
16. ↑  Sacred-Texts.com 보관됨 7 12월 2016 - 웨이백 머신 IAST encoded transliteration (modified from original source to accurately reflect sandhi rules)
17. ↑  Buck, William and van Nooten, B. A. Ramayana. 2000, page 7
18. ↑  The Rāmāyaṇa of Vālmīki: The Complete English Translation, ed. Robert P. Goldman and Sally J. Sutherland Goldman, Princeton Univ. Press, 2021, p. 19. ISBN 978-0-691-20686-8.
19. ↑  Rao, T. S. Sha ma; Litent (2014). 《Lava Kusha》 (영어). Litent.
20. ↑  “The Mahabharata, Book 13: Anusasana Parva: Anusasanika Parva: Section XVIII”. 《sacred-texts.com》. 2022년 1월 24일에 원본 문서에서 보존된 문서. 2022년 10월 17일에 확인함.
21. ↑  Mythology of Vishnu and His Incarnations by Manohar Laxman Varadpande (2009), p. 166.
22. ↑  “When is Tulsidas Jayanti; why is it celebrated?”. 《The Statesman》 (미국 영어). 2020년 7월 4일. 2020년 7월 9일에 원본 문서에서 보존된 문서. 2020년 7월 7일에 확인함.
23. ↑  Lakhanpal, Ujjwala (2021년 10월 19일). “Valmiki Jayanti 2021 Date: History, Significance and Puja Timings”. 《TheQuint》 (영국 영어). 2022년 10월 17일에 원본 문서에서 보존된 문서. 2022년 10월 17일에 확인함.
24. ↑  Dalal, Roshen (2014). 《Hinduism: An Alphabetical Guide》 (영어). Penguin UK. ISBN 978-81-8475-277-9.
25. ↑  “Siddhar Charithiram Vanmikar”. 《anaadi.org/blog》. 2023년 4월 19일에 원본 문서에서 보존된 문서. 2023년 8월 2일에 확인함.
26. ↑  “18 Siddhars”. 《satsang-darshan.com》. 2023년 5월 12일에 원본 문서에서 보존된 문서. 2023년 5월 12일에 확인함.
27. ↑  “Archive News”. 《The Hindu》 (영어). 2021년 1월 5일에 원본 문서에서 보존된 문서. 2020년 11월 28일에 확인함.
28. ↑  “Maharishi Valmiki temple”. 《Columbo Post》. 2019년 10월 19일에 원본 문서에서 보존된 문서. 2020년 11월 28일에 확인함.
29. ↑  “마디의 보석 발미키 아슈람 체푸와마”. 《Karobar Daily》 (영어). 2022년 10월 17일에 원본 문서에서 보존된 문서. 2022년 10월 17일에 확인함.
30. ↑  “치트완의 발미키의 수행지이자 시타가 머물렀던 발미키 아슈람 Nepalpatra”. 《nepalpatra.com》. 2020년 6월 5일. 2022년 10월 17일에 원본 문서에서 보존된 문서. 2022년 10월 17일에 확인함.
31. ↑  Ashish Rajadhyaksha; Paul Willemen (2014). 《Encyclopedia of Indian Cinema》. Routledge. 315쪽. ISBN 978-1-135-94318-9.
32. 1 2  틀:Cite LIIofIndia